# Rechlin
Rechlin este o comună din landul Mecklenburg-Pomerania Inferioară, Germania.
1. ↑   https://www.regionalstatistik.de/genesis/online/ Lipsește sau este vid: |title= (ajutor)